# Acantopsis
Acantopsis é um gênero de peixes cipriniformes da família Cobitidae.

## Espécies
São reconhecidas quatro espécies:
- Acantopsis bruinen Boyd, So, Thach & Page, 2018[2]
- Acantopsis dialuzona van Hasselt, 1823
- Acantopsis dinema Boyd & Page, 2017[3]
- Acantopsis ioa Boyd & Page, 2017[3]
- Acantopsis multistigmatus Vishwanath & Laisram, 2005
- Acantopsis octoactinotos Siebert, 1991
- Acantopsis rungthipae Boyd, Nithirojpakdee & Page, 2017[3]
- Acantopsis spectabilis (Blyth, 1860)
- Acantopsis thiemmedhi Sontirat, 1999

Acantopsis choirorhynchos (Bleeker, 1854) é considerado um sinônimo de A. dialuzona.